# Ligatur (musik)

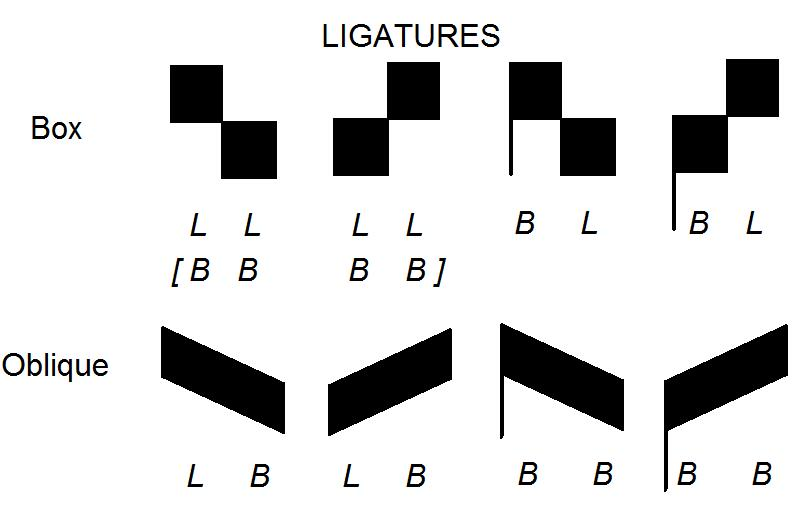
Ligaturer.

Ligatur betecknar inom nyare musik och notskrift förbindelsen mellan två noter av samma tonhöjd, vilka skall hållas ut som en enda not. Ligatur betecknas med en båge.
Inom mensuralnotskriften är ligatur benämningen på ett större eller mindre antal toner, som förenas under en textstavelse och noteras i en sammanhängande notgrupp.